# 山の上ホテル
山の上ホテル（やまのうえホテル、Hilltop Hotel）は、東京都千代田区神田駿河台にあるホテル（クラシックホテル）。ウィリアム・メレル・ヴォーリズ設計の本館の建物は千代田区景観まちづくり重要物件に指定されている。

## 沿革
ホテルは1954年（昭和29年）の開業で、表通りからは奥まった神田駿河台の高台に位置している。
シンボルとも言える鉄筋コンクリート建築の本館は、1937年（昭和12年）に明治大学OBで若松市（現在の北九州市若松区）の石炭商だった佐藤慶太郎の寄付を基にアメリカ出身の建築家ウィリアム・メレル・ヴォーリズの設計により、明治大学本部の隣接地に「佐藤新興生活館」として完成した。
本館の建物は、鉄筋コンクリート造の地上6階、地下2階建てである。外観は白色タイル貼りで、垂直方向を意識した窓配置、ファサード中央の塔、アールデコ風の幾何学模様の玄関入口などが特徴となっている。
財団法人日本生活協会により「佐藤新興生活館」として開設された建物は、欧米の生活様式の啓蒙を目的としていた。その後、太平洋戦争（大東亜戦争）中には旧海軍、戦後は連合国軍最高司令官総司令部（GHQ）に接収され、戦後の米軍接収時にはWAC（アメリカ陸軍の婦人陸軍部隊）の宿舎として「Hilltop」と呼ばれた。
ホテルとしての開業は1954年（昭和29年）1月20日で、GHQの接収解除を機に、実業家・吉田俊男（1913-1991）が佐藤家から建物を借り入れる形で創業した。ホテルの名は、建物の愛称になっていた「Hilltop」を、吉田が「丘の上」でなく敢えて「山の上」と意訳したことによる。創業時は客室47室、従業員7名の小規模なホテルだった。
1970年（昭和45年）には別館（新館）が建設され、1980年（昭和55年）には本館の改修が行われた。しかし、2014年6月に別館は閉鎖された。以後、本館35室のみの営業となった。なお、2014年9月に別館は売却され、隣接する明治大学の所有となった。明大当局は別館の有効活用を検討したが、建材にアスベストが使用されていることが判明したため解体され、現在は広場となっている。
本館の建物はホテルとして設計された建物ではないため、日本庭園付きのスイートルーム、畳の上にベッドを置いた和洋折衷の部屋など同一の間取りの部屋がない点が大きな特徴となっている。また、規模に比してバーやレストランなど料飲部門が充実しており、2024年1月時点で館内にはレストランやバーなどの直営の飲食店7店が運営されている。
2019年12月1日、施設の老朽化に伴うリニューアルが完成し営業を再開した。
しかし、2023年10月には老朽化を理由に、2024年2月13日を以て休館予定であることが発表され、同日予定通り休館となった。休館後に本格的な調査・検討を行う形のため、再開方針等は未定とされている。
同年11月15日、明治大学が土地と建物の取得を発表した。再整備を同校の創立150周年記念事業の一環と位置づけ、外観は維持しつつ改修工事を施したうえでホテル機能を継続させつつ、学生支援や地域連携のための利活用も検討しているとしている（再開業時期は明らかにされていない）。

## 「文化人のホテル」
出版社が多い神田神保町に近いところから、創業時から作家の滞在やカンヅメ（ホテルに籠って執筆に集中してもらうこと）に使われることが多く、ロビーで原稿のできあがりを待つ編集者もいた。そのため「文化人のホテル」として知られており、川端康成、三島由紀夫、池波正太郎、伊集院静、井上靖、松本清張、吉行淳之介、小林秀雄、萩原延壽、内田百閒、水原秋櫻子、石坂洋次郎、中野好夫、舟橋聖一、高見順、山本健吉、檀一雄、吉田健一、中村眞一郎、水上勉、安岡章太郎、五味康祐、鶴見俊輔、田村隆一、吉行淳之介、山口瞳、田辺聖子、野坂昭如、開高健、今江祥智といった作家や歴史家が定宿としていた。食通として知られた池波は、館内レストランの天丼をよく頼んでいたという。三島は1955年（昭和30年）当時、「東京の真中にかういふ静かな宿があるとは思はなかつた。設備も清潔を極め、サービスもまだ少し素人つぽい処が実にいい。ねがはくは、ここが有名になりすぎたり、はやりすぎたりしませんやうに」と使い心地の感想を語っている。
数学者の森毅は、萩原と泊まりあわせたおりはロビーで深夜までおしゃべりをした。檀一雄は舞台女優の入江杏子と愛人関係になり山の上ホテルで同棲し、入江との生活そして破局を描いたのが代表作『火宅の人』である。柚木麻子は2012年に、本ホテルにおける作家の「カンヅメ」に憧れ、自腹で宿泊する駆け出しの女性作家が主人公の小説『私にふさわしいホテル』を発表した。

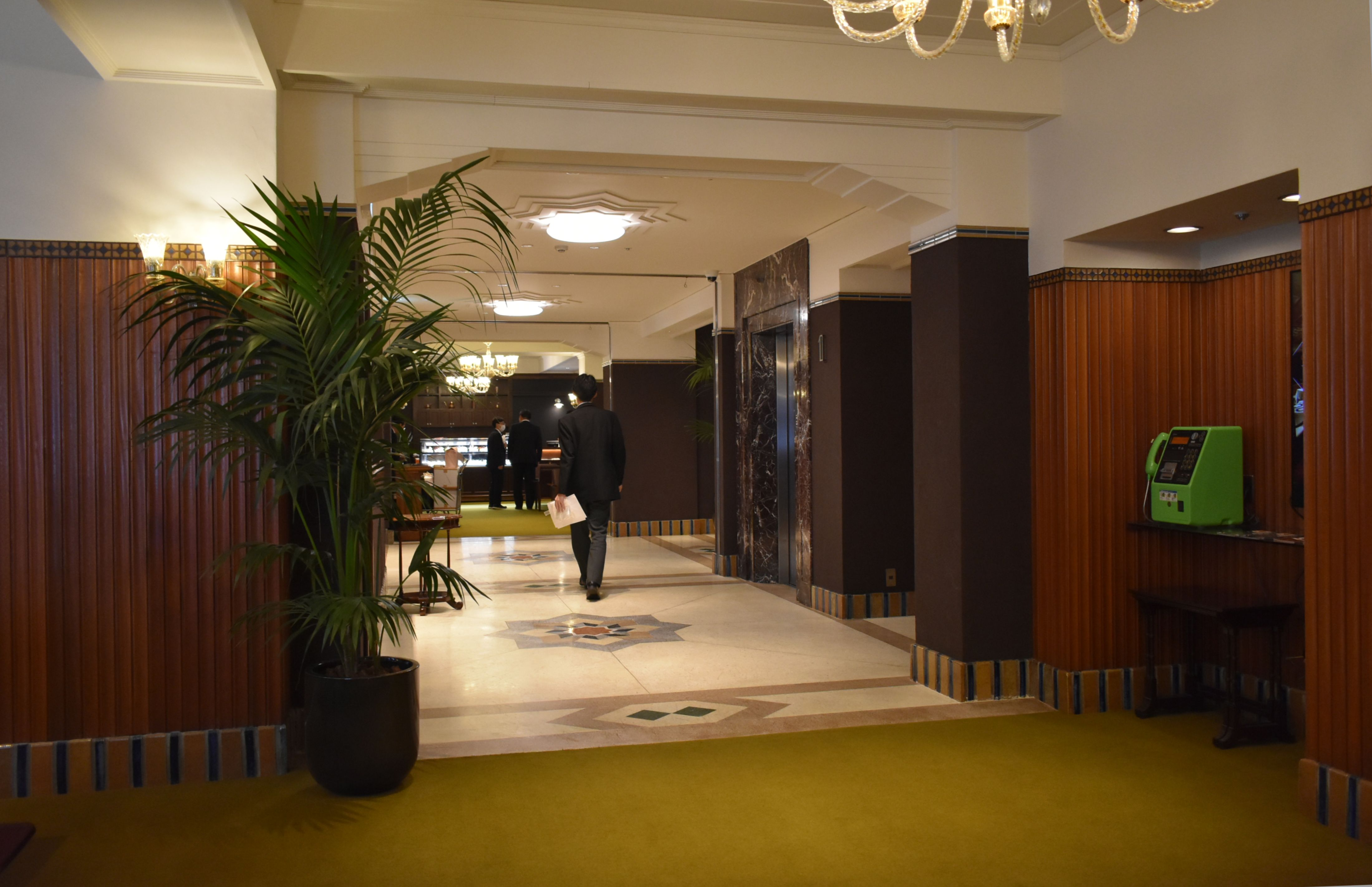
エントランスホール（2019年12月24日撮影）
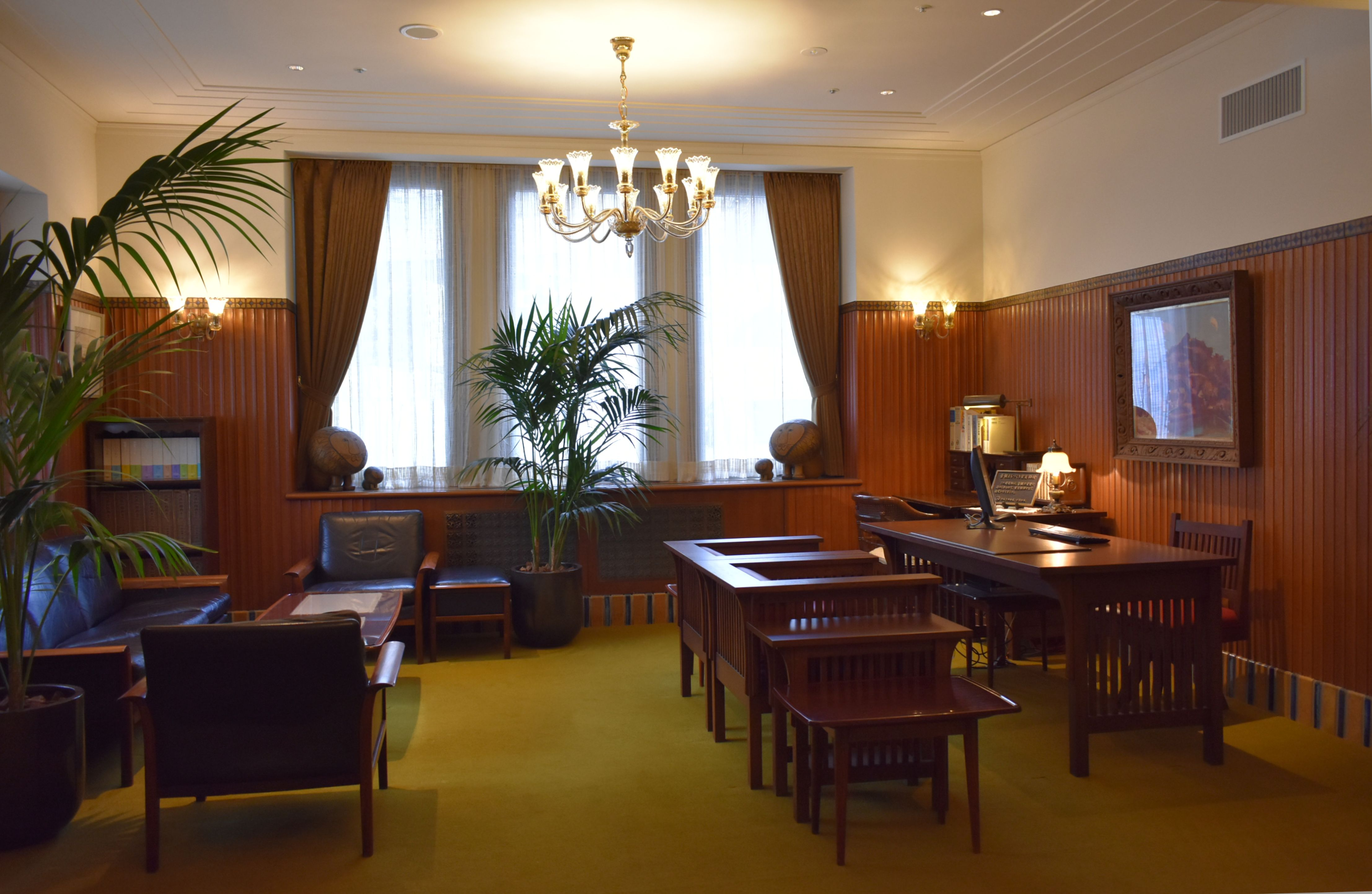
ロビー（2019年12月24日撮影）
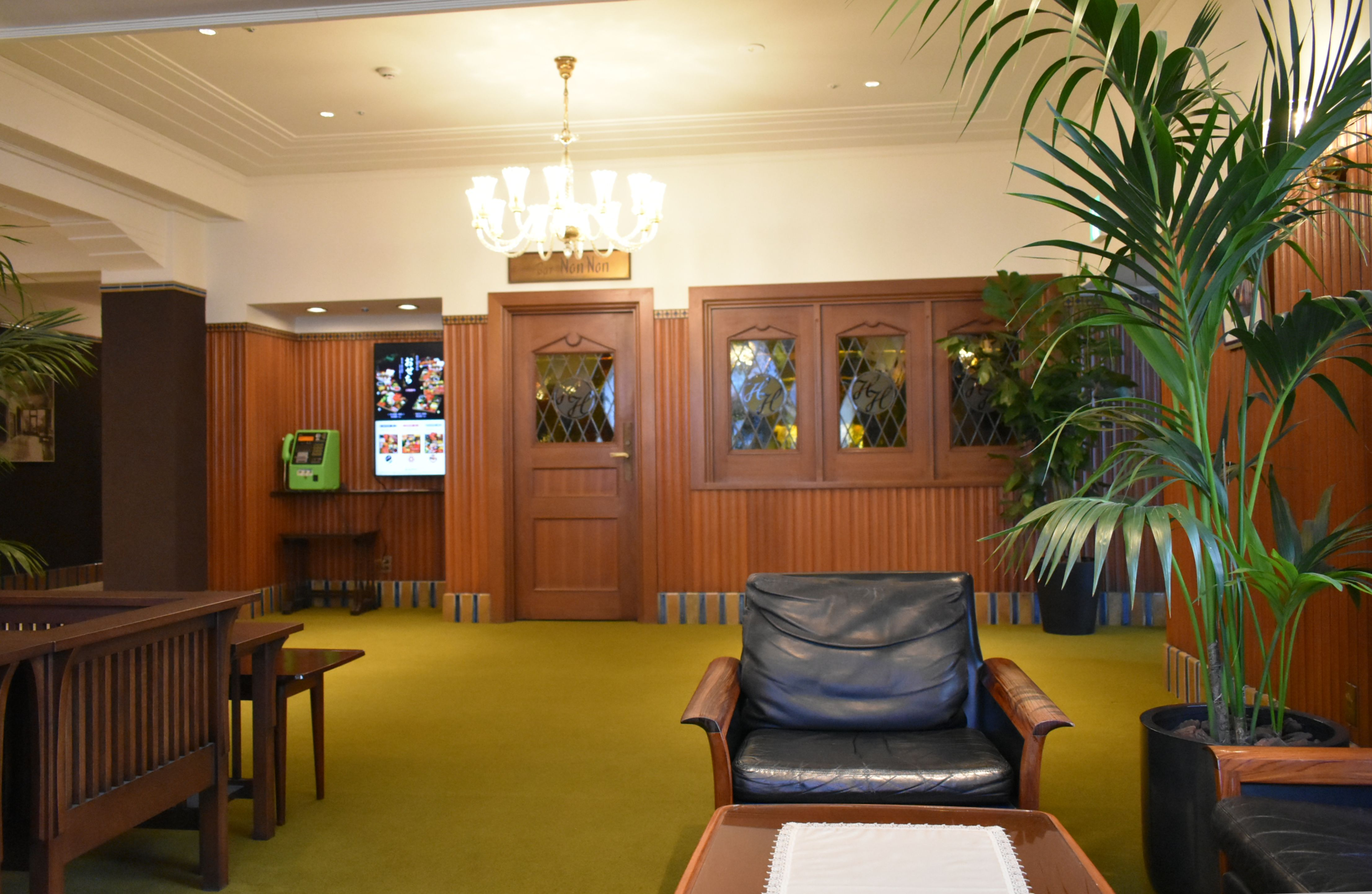
同左（2019年12月24日撮影）

## 主な出来事

### 下水道不正使用により行政処分
2012年10月1日、東京都下水道局は山の上ホテルが井戸水の使用量を過少に申告し、下水道料金の徴収を不正に免れていたため、東京都下水道条例に基づき、ホテルに対し未払いの下水道料金約1800万円を追加徴収するとともに、過料約3600万円を上乗せした計約5400万円の支払いを命じる行政処分を行ったことを発表した。不正配管を使用した下水道料金の支払い逃れ、及びそれに対する過料処分は東京都下水道局管内ではいずれも初めての事例。山の上ホテルは2009年（平成21年）4月に敷地内の井戸の使用を開始。その際、井戸水の使用を下水道局に届け出なかった上、検針メーターのある管を迂回するバイパス管を取り付け、手動バルブでメーターを通る水量を調整できる不正な配管を行っていた。下水道料金は水道や井戸の給水量の合計で算定されるが、井戸の配管には水量を測る検針メーターが取り付けられ、くみ上げ量を水道局が検針して料金を請求する。ホテルでは手動バルブを通常閉めた状態にしておき、検針前などに従業員が開いていた。下水道局は、井戸水の使用量が0では不審に思われると考えたホテルが検針メーターの使用量を調整し、偽装工作をしていたとみている。2009年4月5日から2012年6月21日までの2年2ヶ月の間、給水量を実際の使用量より少なく装い、下水約4万9600立方メートルを不正に使用、下水道局は不正発覚後の給水量との比較から、毎月約1300トンの水を不正に使用し、年間数百万円の下水道料金をごまかしていたとみている。またホテルは2010年（平成22年）5月になって井戸水使用の届け出を行っているが、実際の使用開始は2009年（平成21年）4月であり、1年に渡って井戸水を無届けで使用していた。下水道局は2012年4月、匿名の情報提供を受け、同年6月中旬よりホテルの井戸水の使用量を精査、井戸水の使用量が大きく変動していることなどから立ち入り調査を行い、ホテルの不正が発覚した。立ち入り調査の際には検針メーターの設置された配管には水が流れないよう弁が閉められていた。井戸水の無届け使用に加え不正な配管の設置や検針時の偽装など手口が悪質であるとして、下水道局は法律違反に当たる可能性を視野に入れ警視庁に被害を相談、告訴も検討した。ホテル側の釈明によると、井戸水は上水道を節約するため調理場の清掃などに使い、不正の認識はなかったという。また10月中に追加料金と過料を納めるとの誓約書を都水道局に提出したという。その後10月中にホテル側が追加料金と過料を全額支払ったため、告訴については見送られた。

### 火災
2013年4月5日午後4時35分頃、別館屋上の機械室から出火、廃材などが燃える火事があり、宿泊客らが避難した。けが人はなく、客室部分への延焼も免れた。神田警察署によると、現場検証の結果機械室から煙草の吸殻が複数見つかり、他に火の気がないため、出火原因は煙草の火の不始末と見られるという。機械室は従業員の休憩所として使用されており、喫煙もしていた。ホテル側は屋上で喫煙しないよう指導していたという。

## 関連書籍
- 常盤新平『山の上ホテル物語』白水社〈白水uブックス〉、2007年2月、ISBN 978-4560720912
- 森裕治『山の上ホテルの流儀』河出書房新社、2011年2月、ISBN 978-4309020266

## 山の上ホテルが舞台となった作品
- 『私にふさわしいホテル』（2024）